# Володарська селищна рада (Київська область)
Воло́дарська се́лищна ра́да — адміністративно-територіальна одиниця та орган місцевого самоврядування в Володарському районі Київської області. Адміністративний центр — селище міського типу Володарка.

## Загальні відомості
Володарська селищна рада утворена в 1923 році.
- Територія ради: 39,213 км²
- Населення ради: 6226 осіб (станом на 2015 рік)[1]
- Територією ради протікає річка Рось

## Населені пункти
Селищній раді підпорядковані населені пункти:
- смт Володарка

## Склад ради
Рада складається з 30 депутатів та голови.
- Голова ради: Короленко Євгенія Миколаївна
- Секретар ради: Денисюк Вячеслав Михайлович

### Керівний склад попередніх скликань
| Прізвище, ім'я, по батькові  | Основні відомості                                                                      | Дата обрання | Дата звільнення |
| ---------------------------- | -------------------------------------------------------------------------------------- | ------------ | --------------- |
| Поліщук Руслан Миколайович   | Селищний голова, 1969 року народження, безпартійний                                    | 26.03.2006   | 31.10.2010      |
| Короленко Євгенія Миколаївна | Селищний голова, 1958 року народження, освіта середня спеціальна, член Партії регіонів | 31.10.2010   |                 |

Примітка: таблиця складена за даними сайту Верховної Ради України

### Депутати
За результатами місцевих виборів 2010 року депутатами ради стали:

#### За суб'єктами висування
| Суб'єкт висування            | Кількість обраних депутатів | %    |
| ---------------------------- | --------------------------- | ---- |
| Самовисування                | 13                          | 43,3 |
| Партія регіонів              | 5                           | 16,7 |
| Соціалістична партія України | 5                           | 16,7 |
| Єдиний Центр                 | 4                           | 13,3 |
| Народна партія               | 2                           | 6,7  |
| Українська партія            | 1                           | 3,3  |

#### За округами
| № округу                     | Прізвище, ім'я, по батькові       | Дата визнання обраним | Освіта             | Партійна приналежність                | Відомості про обраного депутата                                     |
| ---------------------------- | --------------------------------- | --------------------- | ------------------ | ------------------------------------- | ------------------------------------------------------------------- |
| Єдиний Центр                 |                                   |                       |                    |                                       |                                                                     |
| 2                            | Ловчук Катерина Петрівна          | 01.11.2010            | середня спеціальна | член Єдиного Центру                   | ДНЗ «Пізнайко», завідувачка                                         |
| 5                            | Савченко Валентина Цезарівна      | 01.11.2010            | середня спеціальна | член Єдиного Центру                   | ТОВ «Санос» Аптека № 3, завідувачка                                 |
| 15                           | Лісова Ніна Михайлівна            | 01.11.2010            | вища               | член Єдиного Центру                   | Володарська загальноосвітня школа І-ІІІ ст. № 1, вчитель            |
| 16                           | Гетман Олена Григорівна           | 01.11.2010            | вища               | член Єдиного Центру                   | Управління праці та соціального захисту, заступник начальника       |
| Народна Партія               |                                   |                       |                    |                                       |                                                                     |
| 9                            | Хохич Інна Степанівна             | 01.11.2010            | вища               | член Народної партії                  | Методичний кабінет районного відділу освіти, методист               |
| 29                           | Касянчук Сергій Володимирович     | 01.11.2010            | вища               | член Народної партії                  | ПСП «Діар», головний агроном                                        |
| Партія регіонів              |                                   |                       |                    |                                       |                                                                     |
| 1                            | Змієвець Олександр Володимирович  | 01.11.2010            | середня спеціальна | член Партії регіонів                  | тимчасово не працює                                                 |
| 3                            | Тернавський Григорій Павлович     | 01.11.2010            | середня спеціальна | член Партії регіонів                  | ПОП «Світанок», головний агроном                                    |
| 17                           | Ступка Сергій Васильович          | 01.11.2010            | вища               | член Партії регіонів                  | пенсіонер                                                           |
| 23                           | Попов Сергій Аркадійович          | 01.11.2010            | вища               | член Партії регіонів                  | Штаб Партії регіонів, спеціаліст                                    |
| 25                           | Савчук Лілія Миколаївна           | 01.11.2010            | вища               | член Партії регіонів                  | ФСС НВВ у Сквирському районі, головний спеціаліст                   |
| Соціалістична партія України |                                   |                       |                    |                                       |                                                                     |
| 11                           | Бургела Світлана Анатоліївна      | 01.11.2010            | середня спеціальна | член Соціалістичної партії України    | Володарське районне споживче товариство, заступник голови правління |
| 12                           | Денисюк В'ячеслав Михайлович      | 01.11.2010            | вища               | член Соціалістичної партії України    | Відділ виконавчої служби Володарського РУЮ, заступник начальника    |
| 18                           | Гарагуля Ніла Ігорівна            | 01.11.2010            | середня            | член Соціалістичної партії України    | Володарський районний центр зайнятості, головний спеціаліст         |
| 21                           | Бурмістрова Наталія Станіславівна | 01.11.2010            | вища               | член Соціалістичної партії України    | Володарський районний центр зайнятості, головний бухгалтер          |
| 24                           | Кириченко Павло Петрович          | 01.11.2010            | вища               | член Соціалістичної партії України    | Володарська районна рада, головний бухгалтер                        |
| Українська партія            |                                   |                       |                    |                                       |                                                                     |
| 19                           | Бевзюк Анатолій Олександрович     | 01.11.2010            | вища               | член Української партії               | Редакція газети «Голос Володарщини», зав.відділом                   |
| Самовисування                |                                   |                       |                    |                                       |                                                                     |
| 4                            | Вітенко Сергій Петрович           | 01.11.2010            | середня спеціальна | позапартійний                         | Таращанська ДЕД, механік                                            |
| 6                            | Лазаренко Наталія Іванівна        | 01.11.2010            | вища               | позапартійна                          | Володарська селищна рада, спеціаліст                                |
| 7                            | Кохан Ігор Віталійович            | 01.11.2010            | вища               | позапартійний                         | Володарська ЦРЛ, лікар                                              |
| 8                            | Беркоша Дмитро Теодорович         | 01.11.2010            | вища               | член Політичної партії «Наша Україна» | пенсіонер                                                           |
| 10                           | Пилипишин Андрій Йосипович        | 01.11.2010            | вища               | позапартійний                         | Тарганський НВК «загальноосвітня школа І-ІІ ст.», вчитель           |
| 13                           | Кравець Лідія Степанівна          | 01.11.2010            | середня            | позапартійна                          | Володарський районний будинок культури, методист                    |
| 14                           | Колдашов Анатолій Миколайович     | 01.11.2010            | середня спеціальна | позапартійний                         | приватний підприємець                                               |
| 20                           | Загадерчук Василь Олександрович   | 01.11.2010            | вища               | позапартійний                         | Володарський районний центр зайнятості, головний спеціаліст         |
| 22                           | Тімошов Роман Борисович           | 01.11.2010            | вища               | позапартійний                         | Володарський ліцей, вчитель                                         |
| 26                           | Брезіцький Микола Петрович        | 01.11.2010            | середня спеціальна | позапартійний                         | пенсіонер                                                           |
| 27                           | Акулініна Галина Вікторівна       | 01.11.2010            | вища               | позапартійна                          | Володарська селищна рада, головний бухгалтер                        |
| 28                           | Мірошник Геннадій Вікторович      | 01.11.2010            | вища               | позапартійний                         | Володарське відділення Сквирської МДПІ, завідувач сектору           |
| 30                           | Гансецький Віктор Романович       | 01.11.2010            | вища               | позапартійний                         | приватний підприємець                                               |